# لیو چینگ
لیو چینگ (انگلیسی: Liu Qing؛ زادهٔ ۲۸ ژانویهٔ ۱۹۹۳) تکواندوکار اهل ماکائو است.